# Mercedes-Benz Classe A (Type 169)
La Mercedes-Benz Classe A Type 169 est une berline compacte du constructeur allemand Mercedes-Benz. Elle a été produite de 2004 à 2012 et fut restylée en 2008. La 169 est la deuxième génération de la Classe A et remplace la Type 168.
La 169 a la particularité d'être déclinée en trois et cinq portes, sur une base de carrosserie identique (hormis donc, la découpe des portes). Suivant la nomenclature de la marque, il existe donc une W169 (la cinq portes) et une C169 (la trois portes).
En gardant les thèmes stylistiques de l'ancienne Classe A, à savoir, les phares avant en amande, le profil haut avec pare-brise dans le prolongement du capot, les roues aux quatre coins, les découpes « tête-bêche » de la glace de custode et de l'excroissance de la lunette arrière, en double triangle, la 169 les fait évoluer. Elle acquiert alors dans la presse le qualificatif de « mature », et est réputée pour moins ressembler à un gros jouet que sa devancière.
Par rapport à la Type 168, elle augmente de 23 cm en longueur pour atteindre 3,84 mètres, de 4 cm en largeur et s'alourdit de 150 kg.

## Historique
- Octobre 2004 : lancement des modèles A 150, A 170, A 200, A 160 CDI, A 180 CDI et A 200 CDI.
- Novembre 2004 : modèle à trois portes disponible.
- Décembre 2004 : Autotronic (transmission à variation continue) disponible.
- Juin 2005 : lifting "Modèle 2006".
- Juillet 2005 : présentation du modèle A 200 Turbo, avec filtre à particules diesel maintenant de série.
- Printemps 2008 : lancement de la Phase II.
- Juin 2008 : lancement de la A 160 CDI BlueEFFICIENCY.
- Juin 2009 : changement de nom de l'A 150, A 160, A 170 et A 180, sinon pas de modifications techniques.
- Juillet 2010 : arrêt de la production de la version trois portes en raison de la faiblesse des ventes.
- Octobre 2010 : fin de la production de l'A 200 Turbo.
- 19 avril 2012 : fin de la production de la W169.

### Version 3 portes

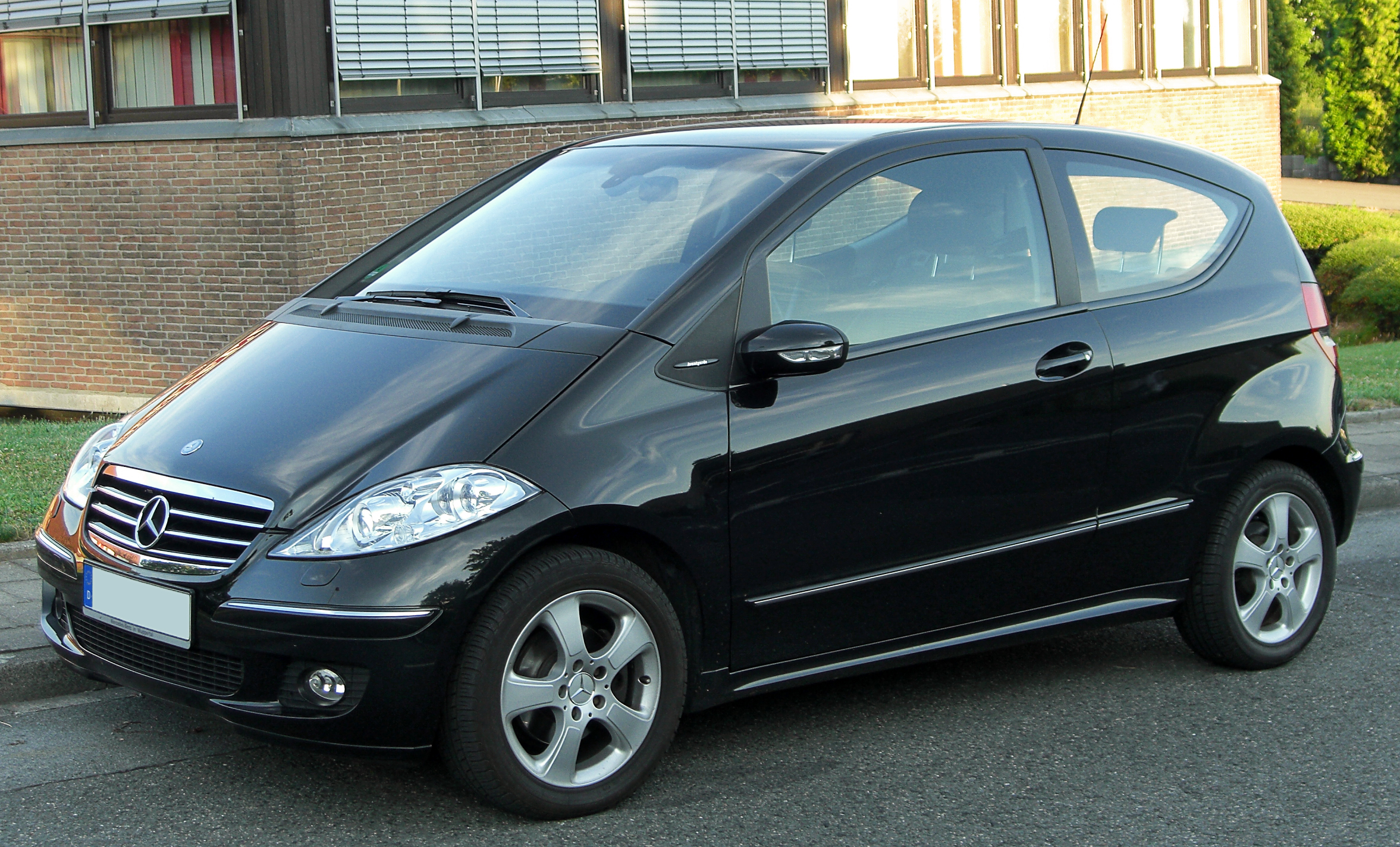
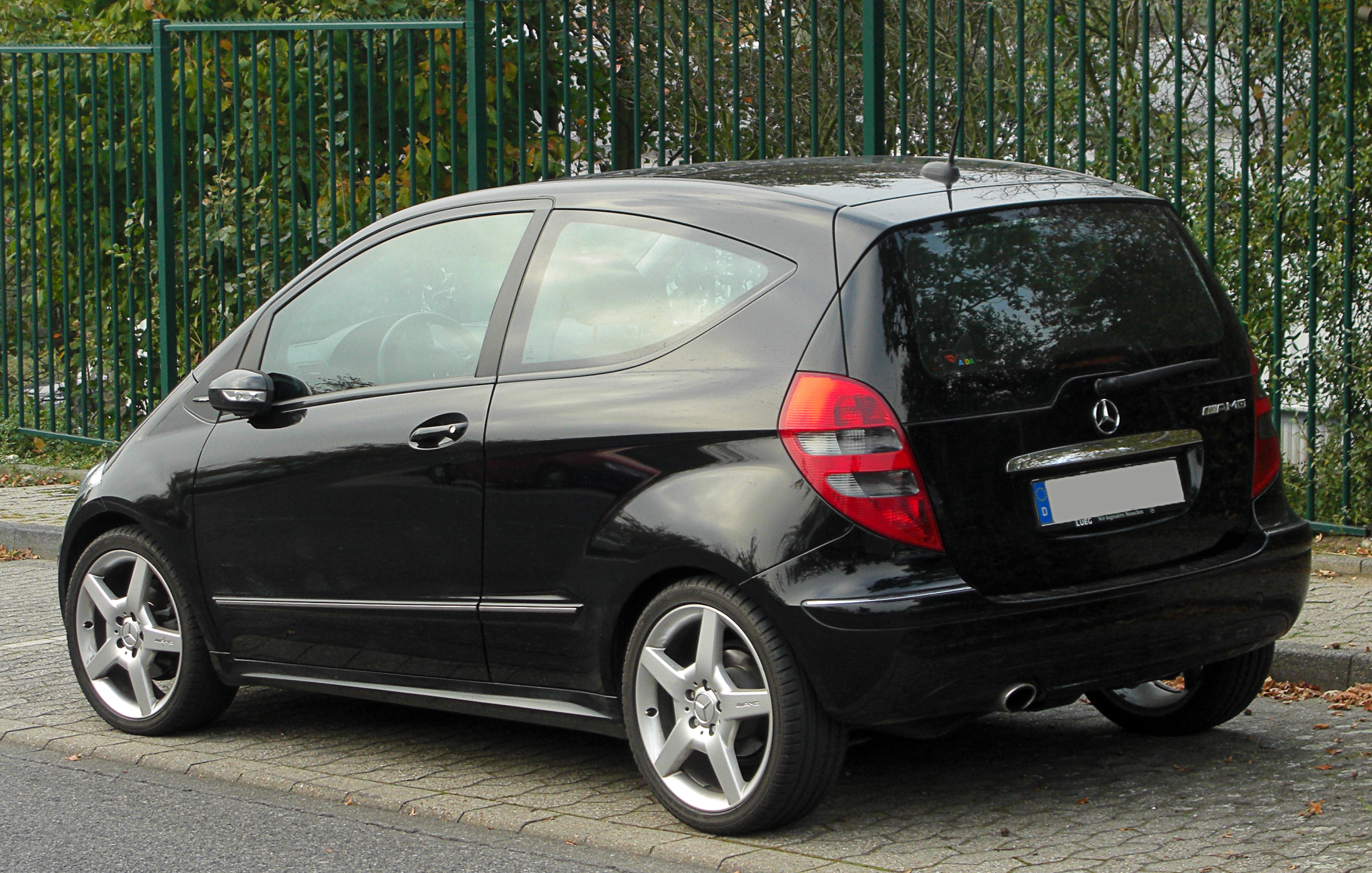

### Phase I
Elle sera produite de 2004 à 2008.

### Phase II
Elle sera produite de 2008 à 2012.

## Les différentes versions
|                     | 2004        | 2005    | 2006    | 2007    | 2008                     | 2009                    | 2010     | 2011     | 2012  |
| Phase I             | Phase I     | Phase I | Phase I | Phase I | Phase II                 | Phase II                | Phase II | Phase II |       |
| Classe A (Type 169) | A 150       | A 150   | A 150   | A 150   | A 150                    | A 160                   | A 160    | A 160    | A 160 |
| Classe A (Type 169) | A 160 CDI   |         |         |         |                          |                         |          |          |       |
| Classe A (Type 169) |             |         |         |         | A 160 BlueEFFICIENCY     |                         |          |          |       |
| Classe A (Type 169) |             |         |         |         | A 160 CDI BlueEFFICIENCY |                         |          |          |       |
| Classe A (Type 169) | A 170       | A 170   | A 170   | A 170   | A 170                    | A 180                   | A 180    | A 180    | A 180 |
| Classe A (Type 169) | A 180 CDI   |         |         |         |                          |                         |          |          |       |
| Classe A (Type 169) |             |         |         |         | A 180 BlueEFFICIENCY     |                         |          |          |       |
| Classe A (Type 169) | A 200       |         |         |         |                          |                         |          |          |       |
| Classe A (Type 169) | A 200 CDI   |         |         |         |                          |                         |          |          |       |
| Classe A (Type 169) | A 200 Turbo |         |         |         |                          |                         |          |          |       |
| Classe A (Type 169) |             |         |         |         |                          | A E-Cell BlueEFFICIENCY |          |          |       |

Légende couleur : Essence ; Diesel ; Électrique

### Versions spécifiques
W169 - E-Cell

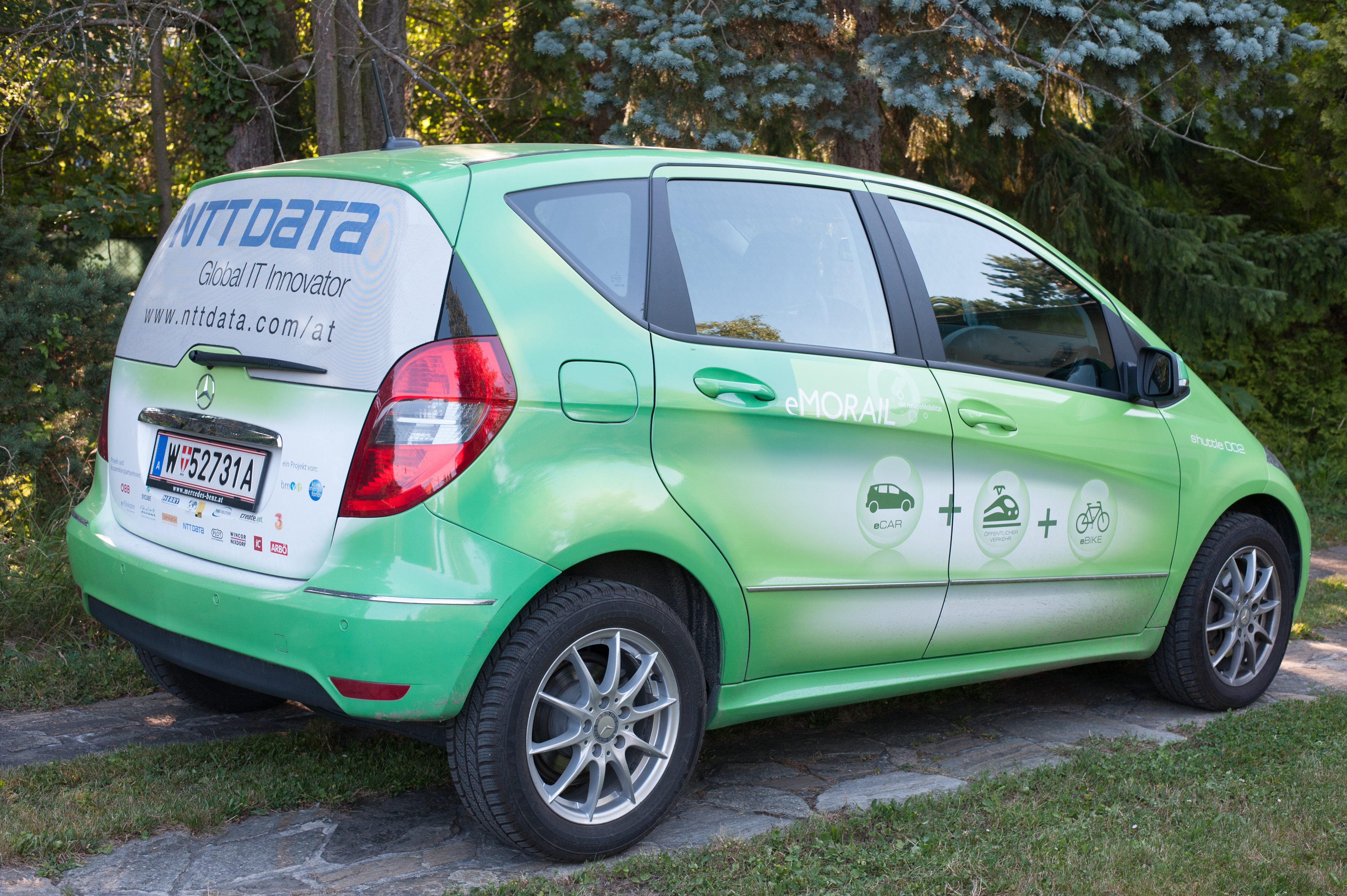
W169 E-Cell.

La W169 E-Cell BlueEFFICIENCY est une voiture à propulsion électrique. Elle est produite à 500 exemplaires. Elle dispose d'un double plancher entre les deux essieux pour les emplacements des deux packs de batteries de type lithium-ion. Le moteur délivre une puissance de 97 ch et la vitesse maxi est de 150 km/h. Elle a une autonomie de plus de 200 km, en cycle d’homologation NEDC. L'autonomie sera reconstituée à 50 % en 8 heures sur une prise classique 230V, ou en 3 heures sur une borne de recharge.

### Séries spéciales
- Limited[1]
- Polar Star[2]
- Contact[3],[4]
- Designo[5]
- Fascination[6]
- Edition 10[7]
- Grand Edition[8]
- Moments d'Exception[9]
- My First Star[10]
- Special Edition[11]
- Edition[12],[13]
- My Star[14]
- Final Edition[15]

## Caractéristiques

### Motorisations

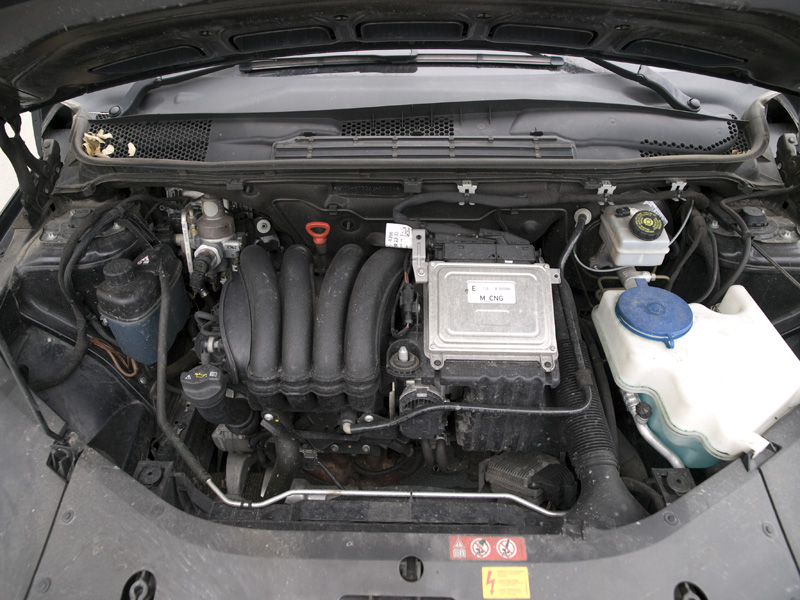
Moteur M 266.

La Type 169 a eu six motorisations différentes de quatre cylindres lors de son lancement (trois essence et trois diesel). Elle en a eu en tout douze de disponible dont huit en essence et quatre en diesel. Plus aucun ne sont disponibles car plus commercialisés.
- Du côté des moteurs essence :
  - le M 266 quatre cylindres en ligne à injection indirecte de 1,5 litre faisant 95 ch. Disponible sur les A 150 et A 160.
  - le M 266 quatre cylindres en ligne à injection indirecte de 1,7 litre faisant 116 ch. Disponible sur les A 170 et A 180.
  - le M 266 quatre cylindres en ligne à injection indirecte de 2,0 litres faisant 139 ch. Disponible sur les A 200.

- Du côté des moteurs diesel :
  - le OM 640 quatre cylindres en ligne à injection directe Common Rail de 2,0 litres avec turbocompresseur faisant 82 ch. Disponible sur les A 160 CDI.
  - le OM 640 quatre cylindres en ligne à injection directe Common Rail de 2,0 litres avec turbocompresseur faisant 109 ch. Disponible sur la A 180 CDI.
  - le OM 640 quatre cylindres en ligne à injection directe Common Rail de 2,0 litres avec turbocompresseur faisant 140 ch. Disponible sur la A 200 CDI.

Tous les moteurs sont conformes à la norme anti-pollution Euro 4 et 5.
| Modèle                                      | Construction | Moteur + Nom                       | Cylindrée         | Performance                    | Couple                 | 0 à 100 km/h | Vitesse maxi | Consommation + CO2          |
| A 150 (boite manuelle)                      | 2004 - 2009  | 4 cylindres en ligne M 266 E 15    | 1 498 cm3 (1,5 L) | 70 kW (95 ch) à 5 200 tr/min   | 143 N m à 3 500 tr/min | 12,6 s       | 175 km/h     | 6,2 - 6,7 L/100 km ... g/km |
| A 160 (boite automatique)                   | 2009 - 2012  | 4 cylindres en ligne M 266 E 15    | 1 498 cm3 (1,5 L) | 70 kW (95 ch) à 5 200 tr/min   | 143 N m à 3 500 tr/min | 13,5 s       | 170 km/h     | 6,8 - 7,2 L/100 km .        |
| A 160 BlueEFFICIENCY (boite manuelle)       | 2009 - 2012  | 4 cylindres en ligne M 266 E 15    | 1 498 cm3 (1,5 L) | 70 kW (95 ch) à 5 200 tr/min   | 143 N m à 3 500 tr/min | 12,6 s       | 175 km/h     | 6,0 - 6,2 L/100 km .        |
| A 170 (boite manuelle)                      | 2004 - 2009  | 4 cylindres en ligne M 266 E 17    | 1 699 cm3 (1,7 L) | 85 kW (116 ch) à 5 500 tr/min  | 158 N m à 3 500 tr/min | 10,9 s       | 188 km/h     | 6,6 - 6,8 L/100 km .        |
| A 180 (boite automatique)                   | 2009 - 2012  | 4 cylindres en ligne M 266 E 17    | 1 699 cm3 (1,7 L) | 85 kW (116 ch) à 5 500 tr/min  | 158 N m à 3 500 tr/min | 11,5 s       | 183 km/h     | 6,8 - 7,3 L/100 km .        |
| A 180 BlueEFFICIENCY (boite manuelle)       | 2009 - 2012  | 4 cylindres en ligne M 266 E 17    | 1 699 cm3 (1,7 L) | 85 kW (116 ch) à 5 500 tr/min  | 158 N m à 3 500 tr/min | 10,9 s       | 188 km/h     | 6,3 - 6,6 L/100 km .        |
| A 200 (boite manuelle et automatique)       | 2004 - 2012  | 4 cylindres en ligne M 266 E 20    | 2 034 cm3 (2,0 L) | 100 kW (139 ch) à 5 750 tr/min | 189 N m à 3 500 tr/min | 9,8 s        | 195 km/h     | 6,7 - 6,8 L/100 km .        |
| A 200 Turbo (boite manuelle et automatique) | 2005 - 2010  | 4 cylindres en ligne M 266 E 20 AL | 2 034 cm3 (2,0 L) | 142 kW (193 ch) à 5 000 tr/min | 286 N m à 1 800 tr/min | 7,5 s        | 228 km/h     | 7,5 - 7,7 L/100 km .        |

| Modèle                                    | Construction | Moteur + Nom                              | Cylindrée          | Performance                    | Couple                 | 0 à 100 km/h | Vitesse maxi | Consommation + CO2          |
| A 160 CDI (boite manuelle et automatique) | 2004 - 2012  | 4 cylindres en ligne OM 640 DE 20 LA red. | 1 991 cm3 (2,0 L)  | 60 kW (82 ch) à 4 200 tr/min   | 184 N m à 140 tr/min   | 15,3 s       | 165 km/h     | 5,4 - 5,8 L/100 km ... g/km |
| A 160 CDI BlueEFFICIENCY (boite manuelle) | 2009 - 2012  | 4 cylindres en ligne OM 640 DE 20 LA red. | 1 991 cm3 (2,0 L)  | 60 kW (82 ch) à 4 200 tr/min   | 184 N m à 1 400 tr/min | 15,0 s       | 170 km/h     | 4,5 - 4,7 L/100 km .        |
| A 180 CDI (boite manuelle et automatique) | 2004 - 2012  | 4 cylindres en ligne OM 640 DE 20 LA red. | 1 991 cm3 (2,0 L)  | 80 kW (109 ch) à 4 200 tr/min  | 255 N m à 1 600 tr/min | 10,8 s       | 186 km/h     | 4,9 - 5,2 L/100 km .        |
| A 200 CDI (boite manuelle et automatique) | 2004 - 2012  | 4 cylindres en ligne OM 640 DE 20 LA      | 1 991 cm 3 (2,0 L) | 103 kW (140 ch) à 4 200 tr/min | 306 N m à 1 600 tr/min | 9,5 s        | 201 km/h     | 5,1 - 5,3 L/100 km .        |

| Modèle        | Construction                  | Moteur + Nom & capacité batterie       | Performance                | Couple               | 0 à 100 km/h | Vitesse maxi | Autonomie | Puissance de charge et temps |
| W169 - E-Cell | 2010 - 2011 (500 exemplaires) | Synchrone à rotor bobiné ... - ... kWh | 70 kW (95 ch) à ... tr/min | 290 N m à ... tr/min | 5,5 s        | 150 km/h     | ... km    | ... kW (... A) ... min       |

Le modèle électrique est un prototype et n'a pas été commercialisé.

### Finitions

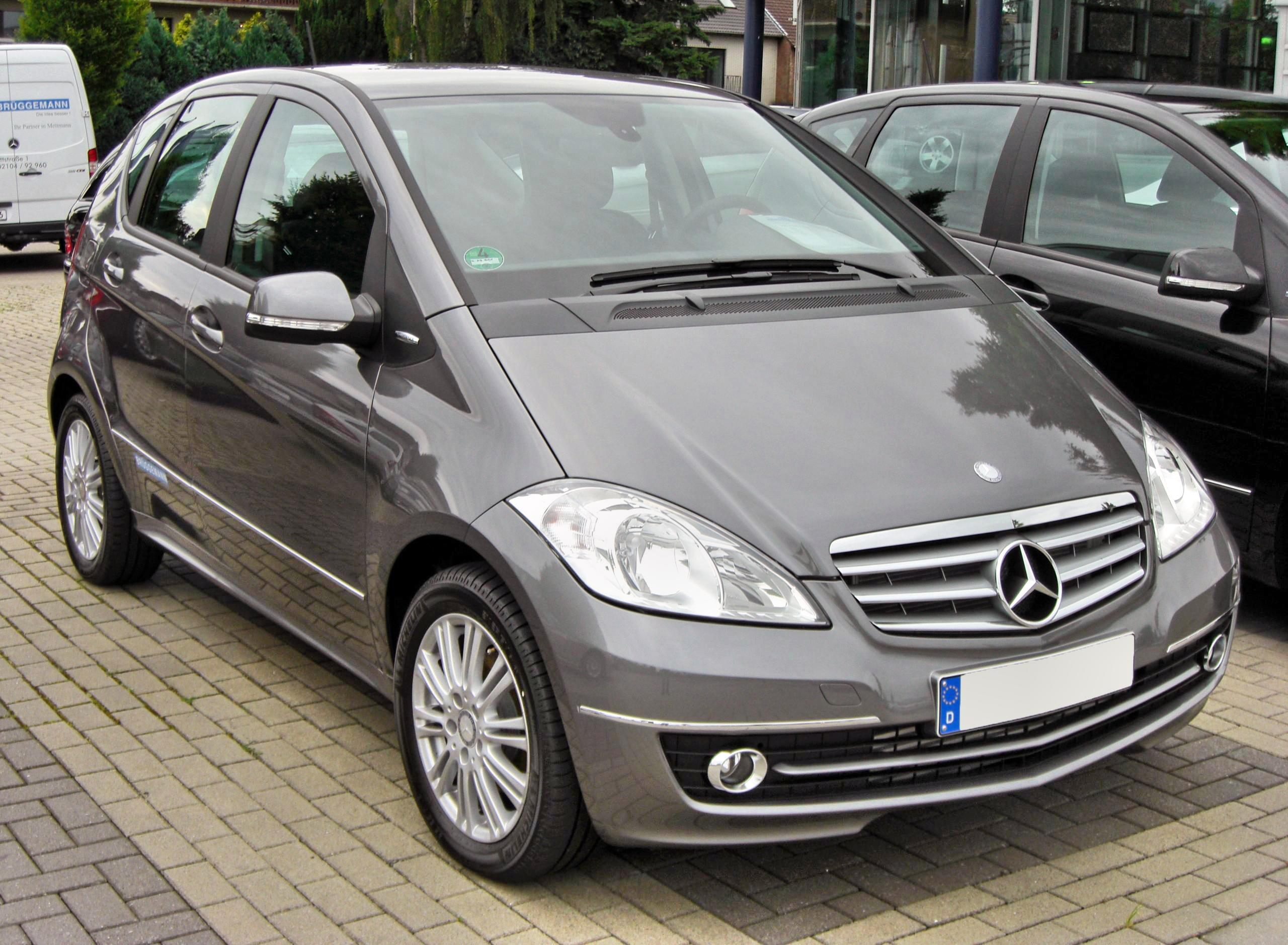
Finition Élégance.

- Classic : Look de base.
- Élégance : Look luxueux.
- Avantgarde : Look sportif.